# Nicholas Bayard Dill
Nicholas Bayard Dill (28 de diciembre de 1905-10 de septiembre de 1993), conocido como Bayard Dill, fue un destacado político, abogado y militar de las Bermudas.

## Primeros años
Bayard eneldo nació el 28 de diciembre de 1905 en el hogar de sus padres en la Parroquia de Devonshire, Bermudas. Su padre, Thomas Melville Dill, era un prominente abogado, político y soldado de las Bermudas, que serviría como comandante de la Artillería de Milicia de las Bermudas, un miembro del parlamento colonial y procurador general de las Bermudas. Su madre, Ruth Rapalje Neilson, era nativa de Nueva Jersey. La familia Dill había sido prominente en las Bermudas desde la década de 1630.

## Carrera militar
Dill también sirvió como oficial militar en los Ingenieros Voluntarios de las Bermudas. El cuerpo se había formado en 1931 para operar luces de búsqueda en las baterías de artillería costera de las Bermudas (las armas siendo operadas por la artillería de milicia). En 1937, también absorbió la sección de señales del Cuerpo de Rifles Voluntarios de las Bermudas, brindando señales de destacamentos a otras unidades de la guarnición de las Bermudas. El primer oficial al mando de los IVB fue el capitán H. D. (más tarde Sir Harry) Butterfield, y el segundo al mando era el teniente Cecil Montgomery-Moore. En 1932, Butterfield se retiró, y Montgomery-Moore le sucedió. El teniente Bayard Dill se convirtió en el nuevo segundo al mando. Fue ascendido a capitán en funciones el 12 de julio de 1940, y capitán temporal el 12 de octubre.

## Carrera legal y política
Bayard Dill siguió a su padre en las leyes, y fue miembro fundador en la década de 1930 del bufete de abogados Conyers, Dill & Pearman (que jugó un papel importante en el desarrollo de las Bermudas como un centro de negocios en el extranjero). También se convirtió en un político prominente, siendo parlamentario durante mucho tiempo por Devonshire hasta que fue derrotado como titular en la elección de 1963 por Lois Browne-Evans.
Bayard Dill jugó un papel clave en la negociación del acuerdo con los Estados Unidos por sus bases militares y navales en las Bermudas durante la Segunda Guerra Mundial, que fueron concedidas a los Estados Unidos gratis por noventa y nueve años, como parte del acuerdo de destructores por bases (aunque Gran Bretaña no recibió ningún destructor a cambio de las bases en las Bermudas). Algunos de los terrenos adquiridos por los Estados Unidos para la construcción de la base naval de funcionamiento habían pertenecido a la familia Dill.

## Vida personal
Los hermanos de Bayard Dill incluyen Ruth Rapalje Dill, Thomas Newbold Dill, Laurence Dill, Helen Dill, Frances Rapalje Dill y Diana Dill.
Ruth Dill se casó con John Seward Johnson I, heredera de la fortuna Johnson & Johnson. Diana Dill se trasladó a los Estados Unidos, convirtiéndose en una actriz, y se casó con el actor Kirk Douglas, con quien tuvo dos hijos, Michael Douglas y Joel Douglas.
Bayard se casó con Lucy Clare Watlington el 3 de julio de 1930. Tuvieron dos hijos, el abogado Nicholas Bayard Dill Jr., nacido en 1932, y Henry David Dill, nacido en 1934.
Bayard Dill fue nombrado caballero en 1951.

## Muerte
Dill murió a los 87 años de edad después de sufrir un ataque al corazón el 10 de septiembre de 1993, siendo elogiado, como su padre, en The Royal Gazette.